# Murs (Vaucluse)
Murs is een gemeente in het Franse departement Vaucluse (regio Provence-Alpes-Côte d'Azur) en telt 415 inwoners (1999). De plaats maakt deel uit van het arrondissement Apt.

## Geografie
De oppervlakte van Murs bedraagt 30,1 km², de bevolkingsdichtheid is 13,8 inwoners per km².
De onderstaande kaart toont de ligging van Murs (Vaucluse) met de belangrijkste infrastructuur en aangrenzende gemeenten.

## Demografie
Onderstaande figuur toont het verloop van het inwonertal (bron: INSEE-tellingen).